# ان‌جی‌سی ۲۸۱۲
ان‌جی‌سی ۲۸۱۲ یک کهکشان در صورت فلکی خرچنگ است. 